# 普基奧區
14°41′38″S 74°07′27″W / 14.69389°S 74.12417°W
普基奧區（西班牙語：Distrito de Puquio），是秘魯的一個區，位於該國中南部阿亞庫喬大區的盧卡納斯省，面積866.4平方公里，海拔高度3,214米，2005年人口15,020，人口密度每平方公里17人。